# فرودگاه شهری براندیج
فرودگاه شهری براندیج (به انگلیسی: Brundidge Municipal Airport) یک فرودگاه همگانی بهره‌برداری هوایی است که یک باند فرود آسفالت دارد و طول باند آن ۹۱۴ متر است. این فرودگاه در شهر بروندیج کشور ایالات متحده آمریکا قرار دارد و در ارتفاع ۱۴۵ متری از سطح دریا واقع شده‌است.